# Reta Shaw
Reta Shaw (13 de setembro de 1912 – 8 de janeiro de 1982) foi uma atriz estadunidense conhecida por interpretar mulheres fortes e trabalhadoras no cinema e em muitos dos programas de televisão mais populares das décadas de 1960 e 1970 nos Estados Unidos. Ela pode ser mais lembrada como a governanta, Martha Grant, na série de televisão The Ghost & Mrs. Muir e como a cozinheira, Sra. Brill, no filme de 1964, Mary Poppins.

## Juventude
Reta M. Shaw nasceu em South Paris, Maine, em 13 de setembro de 1912, filha de Edna M. (nascida Easson) e Howard Walker Shaw. Seu pai era líder de orquestra. A irmã mais nova de Shaw era a atriz Marguerite Shaw. Filha e neta de mulheres que acreditavam no espiritismo, Shaw teria dito uma vez a um entrevistador de jornal que ela havia sido "criada em um tabuleiro ouija".
Ela se formou na Leland Powers School of the Theater em Boston, Massachusetts.

## Carreira
A primeira aparição creditada de Shaw nos palcos da Broadway foi em It Takes Two, de 1947. Ela então apareceu em Virginia Reel e na Broadway em um papel cômico como Mabel na produção original de The Pajama Game em 1954, bem como em Gentlemen Prefer Blondes, Picnic, e Annie Get Your Gun, a última em turnê com Mary Martin. Ela teve papéis em vários filmes, incluindo Picnic, The Pajama Game, Mary Poppins, Pollyanna, The Ghost And Mr. Chicken, Bachelor in Paradise e Escape to Witch Mountain.
Ela apareceu na primeira temporada (1958–1959) do The Ann Sothern Show no papel de Flora Macauley, a esposa autoritária de Jason Macauley, interpretado por Ernest Truex. Ela apareceu em Pollyanna em 1960 como Tillie Langerlof. Na década de 1960–1961, ela interpretou a governanta Thelma no The Tab Hunter Show. Ela interpretou uma governanta na série de 1961-1962 Ichabod and Me e a senhoria dos Wiere Brothers, Oh! Those Bells em 1962.
Em 1961, ela foi escalada como Cora no episódio "Uncle Paul's New Wife" de Pete and Gladys, estrelado por Harry Morgan e Cara Williams. Nessa edição, Tio Paul é interpretado por Gale Gordon, um semi-regular da série. Durante a temporada 1964–1965, ela se reuniu com Williams com um papel recorrente no The Cara Williams Show como a Sra. Burkhardt, esposa de um executivo de negócios.
Shaw aparece em um episódio de 1962 da série Outlaws com Barton MacLane. Ela também desempenha um papel cômico no The Lucy Show como uma avó que fica sentada sobre uma nota de US$ 500 que Lucy perdeu e logo depois senta na mão de Lucy no episódio "Lucy Misplaces $2,000". Depois disso, ela estrelou a série de antologia da CBS The Lloyd Bridges Show. Ela também aparece como a recepcionista do bar Teeney no episódio de 1964 "The Richard Bloodgood Story" da série Wagon Train. A personagem de Shaw, Bertha/Hagatha, uma bruxa matronal, é uma personagem recorrente na série de TV Bewitched, e ela atuou como Miss Gormley em um episódio de The Brian Keith Show.
Shaw apareceu duas vezes no The Andy Griffith Show da CBS , como o fugitivo Big Maude Tyler ("Convicts at Large") e como Eleanora Poultice, a professora de voz educada de Barney Fife ("The Song Festers"). Ela estrela convidada, assim como tia Clara, no episódio "Return from Outer Space") de 1965 de Lost in Space. No longa-metragem de 1966, The Ghost and Mr. Chicken Shaw retrata a esposa do banqueiro e líder da "Sociedade Oculta Psíquica", Sra. Halcyon Maxwell. Em 1967, ela interpretou uma agente THRUSH, "Miss Witherspoon", em um episódio de The Man from U.N.C.L.E..
Na televisão, Shaw também foi vista em Mister Peepers, Armstrong Circle Theater, Alfred Hitchcock Presents e The Millionaire. Em 1965, ela apareceu no The Dick Van Dyke Show como funcionária desempregada. Em 1965, ela também apareceu em um episódio de My Three Sons. Ela interpretou uma governanta chamada Fredocia, que Steve contratou depois que Bub fez uma viagem à Irlanda. Esse episódio em particular foi a primeira aparição do tio Charley. Em 1966, ela apareceu em uma pequena parte de That Girl como uma organista de uma loja de departamentos. Em 1966, ela apareceu como Bessie, uma agente disfarçada, no episódio de I Spy intitulado "Lisa".
Shaw co-estrelou a sitcom The Ghost & Mrs. Muir, onde interpretou a governanta Martha Grant. O show aconteceu na vila de pescadores fictícia de Schooner Bay, Maine, enquanto Shaw nasceu no South Paris, Maine.
Shaw apareceu em um episódio da 4ª temporada de I Dream of Jeannie intitulado "Jeannie and the Wild Pipchicks", no qual ela interpretou uma nutricionista rigorosa da Força Aérea que teve sua inibição mais íntima liberada (no caso dela, uma linda borboleta). Em The Odd Couple, ela apareceu como uma babá ex-coronel do exército no episódio "Maid for Each Other", que foi ao ar em 23 de novembro de 1973. Em 1973 ela interpretou a enfermeira rural Ozella Peterson no episódio de Emergency! "Snakebite". Em 1974, em Happy Days, ela interpretou a babá Sra. McCarthy no episódio intitulado "Breaking Up Is Hard to Do". Sua última atuação veio no filme Escape to Witch Mountain, de 1975 no papel da Sra. Grindley, dona do orfanato para onde Tia e Tony são enviados após a morte de seus pais adotivos.

## Vida pessoal e morte
Shaw se casou e se divorciou do ator William Forester. Enquanto casados, o casal teve uma filha Kathryn Anne Forester.
Shaw morreu em 1982, aos 69 anos, de enfisema em Encino, Califórnia. Ela foi cremada e enterrada em um nicho no Columbarium of Remembrance no Forest Lawn Memorial Park em Hollywood Hills.

## Filmografia
| Ano  | Título                                                           | Personagem                       | Notas                    |
| ---- | ---------------------------------------------------------------- | -------------------------------- | ------------------------ |
| 1955 | Picnic                                                           | Irma Kronkite                    |                          |
| 1955 | All Mine to Give                                                 | Sra. Runyon                      |                          |
| 1956 | Alfred Hitchcock Presents 1ª Temporada Episódio 38 "The Creeper" | Martha Stone                     |                          |
| 1957 | Man Afraid                                                       | Enfermeira Willis                |                          |
| 1957 | The Pajama Game                                                  | Mabel                            |                          |
| 1958 | The Lady Takes a Flyer                                           | Enfermeira Kennedy               |                          |
| 1960 | Pollyanna                                                        | Tillie Lagerlof                  |                          |
| 1961 | Sanctuary                                                        | Miss Reba                        |                          |
| 1961 | Bachelor in Paradise                                             | Sra. Brown                       |                          |
| 1964 | A Global Affair                                                  | Enfermeira Argyle                |                          |
| 1964 | Mary Poppins                                                     | Sra. Brill, a ajudante doméstica |                          |
| 1965 | That Funny Feeling                                               | Mulher na cabine telefônica      |                          |
| 1965 | Marriage on the Rocks                                            | Vendedora na Saks                | Não creditada            |
| 1965 | The Loved One                                                    | Gerente do Café Zomba            |                          |
| 1966 | The Ghost and Mr. Chicken                                        | Sra. Halcyon Maxwell             |                          |
| 1966 | Made in Paris                                                    | Cantora de Bar Americano         |                          |
| 1971 | Murder Once Removed                                              | Enfermeira Regis                 |                          |
| 1975 | Escape to Witch Mountain                                         | Sra. Grindley                    | (último papel no cinema) |